# 潘伟业
潘伟业（1991年7月5日—），是一名中国足球运动员，现效力中国足球乙级联赛球队丽江嘉云昊，司职中锋。

## 俱乐部生涯
潘伟业出自广州恒大青年队，主要担任中后卫，2011年被提升进入一线队，但没有得到出场机会。
2012年，潘伟业转投新成立的深圳名博，参加2012年中国足球乙级联赛，位置也从后卫改造为中锋。整个赛季出场21次，取得5个进球。
2013年，深圳名博解散后，潘伟业和队友哈兆通加盟另一支新成立的中乙球队丽江嘉云昊。但在賽季開始前骨折，後復發，傷停了整個賽季。